# IBM 357

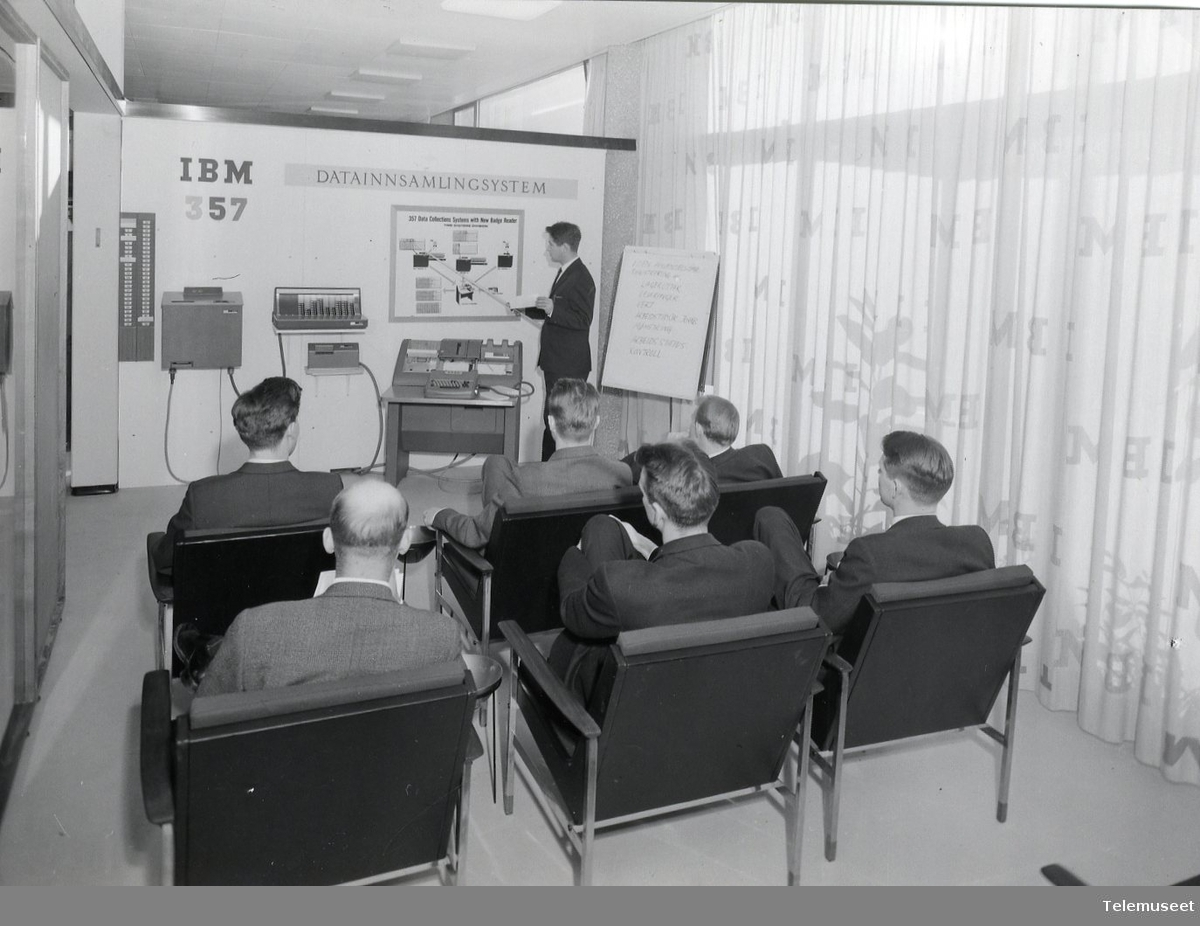

IBM 357データ収集システム（IBMさんごななデータしゅうしゅうシステム、英語：IBM 357 Data Collection System）は遠方のデータを送信するパンチカードシステムで、次のような構成であった：
- IBM 357 入力ステーション (Badge and/or Serial Card Reader)
- IBM 358 入力制御装置 (Input Ｃontrol Unit)
- IBM 360 時計制御機 (Clock Read-Out Control)
- IBM 361 時計機 (Read-Out Clock)
- IBM 372 手入力機 (Manual Entry)
- IBM 373 穿孔スイッチ (Punch Switch)
- IBM 374 カートリッジ読取り機 (Cartridge Reader)
- IBM 013 バッジ穿孔機 (Badge Punch)
- IBM 024/026 カード穿孔機（Card Punch, 81桁）

IBM 357システムは、1959年に日本を含む全世界で発表され、翌年から図書館、工場などに設置され使用された。
IBM 1030データ収集システム、IBM 1050データ通信システムが事務所向きだったのに比べて、IBM 357システムは工場でのオフィス向きで、日本の鉄鋼所などでも使われた。構内のケーブルなどからのノイズで送受信エラーが生じたら検出できるように、80欄IBMカードの81桁目がチェックディジットとして利用された。